# Vuelta a España 2025/2. Etappe
Die 2. Etappe der Vuelta a España 2025 findet am 24. August 2025 statt. Sie bildet den zweiten Abschnitt des Auslandsstarts, der die 80. Austragung des spanischen Etappenrennens durch das italienische Piemont führt. Die Etappe endet mit der ersten Bergankunft, die auf einer Höhe von 1382 Metern in Limone Piemonte abgehalten wird. Zuvor führt der 159,6 Kilometer lange, in Alba gestartete Abschnitt über großteils flache Straßen. Nach der Zielankunft werden die Fahrer insgesamt 345,7 Kilometer absolviert haben, was 10,8 % der Gesamtdistanz der Rundfahrt entspricht.

## Streckenführung
Nach dem Start in Alba führt die Strecke vorbei an Bra in Richtung Westen. Weiters geht es nach Savigliano und Saluzzo, bevor die Fahrtrichtung gen Süden dreht und auf den Colletta di Rossana führt. Auf dem Pass wird jedoch keine Bergwertung abgenommen und es geht bergab nach Busca, wo bei Kilometer 68,4 der einzige Zwischensprint erfolgt. Zusätzlich wird hier auch ein Bonussprint ausgefahren. Über Cuneo führt die Strecke nun nach Villanova Mondovì, ehe es über Roccaforte Mondovì und Peveragno zurück ins westliche Borgo San Dalmazzo geht. Nun erreichen die Fahrer den Fuß der Alpen, wobei die Straße im Valle Vermenagna leicht zu steigen beginnt und durch Robilante und Vernante führt.
Der 9,9 Kilometer lange Schlussanstieg beginnt offiziell kurz vor Limone Piemonte auf einer Höhe von 880 Metern. Er verläuft großteils auf der SS20 und weist eine durchschnittliche Steigung von 5 % auf. Nahe Tetti Mecci werden drei Kehren durchfahren, ehe es bis kurz vor den Col-de-Tende-Straßentunnel geht. Hier biegen die Fahrer rechts ab und gelangen so nach Panice Soprana, wo sich das Ziel auf einer Höhe von 1383 Metern befindet. Der Schlussanstieg gilt als Bergwertung der 2. Kategorie.
|                            | Ort                              | Kilometer | Länge (km) | Höhe (m) | Ø Steigung |
| -------------------------- | -------------------------------- | --------- | ---------- | -------- | ---------- |
| Start                      | Alba                             | 0,0       |            |          |            |
| Zwischensprint             | Busca                            | 68,4      |            |          |            |
| Bonussprint                | Busca                            | 68,4      |            |          |            |
| Bergwertung (2. Kategorie) | Limone Piemonte (Panice Soprana) | 159,6     | 9,9        | 1383     | 5 %        |
| Ziel                       | Limone Piemonte (Panice Soprana) | 159,6     |            |          |            |

## Ergebnis
| \| Etappenergebnis \| Etappenergebnis \| Etappenergebnis \| Etappenergebnis \| Etappenergebnis \| \| Fahrer \| Fahrer \| Land \| Team \| Zeit \| \| --------------- \| --------------- \| --------------- \| --------------- \| --------------- \| |        |      |      |      |
| |        |      |      |      |
| Quelle: ProCyclingStats |        |      |      |      |
| Etappenergebnis |        |      |      |      |
| Fahrer | Fahrer | Land | Team | Zeit |

## Gesamtstände
| \| Gesamtwertung \| Gesamtwertung \| Gesamtwertung \| Gesamtwertung \| Gesamtwertung \| \| Fahrer \| Fahrer \| Land \| Team \| Zeit \| \| ------------- \| ------------- \| ------------- \| ------------- \| ------------- \| |        |      |      |      |
| |        |      |      |      |
| Quelle: ProCyclingStats |        |      |      |      |
| Gesamtwertung |        |      |      |      |
| Fahrer | Fahrer | Land | Team | Zeit |

| Punktewertung | Punktewertung | Punktewertung | Punktewertung | Punktewertung |
| Fahrer        | Fahrer        | Land          | Team          | Punkte        |
| ------------- | ------------- | ------------- | ------------- | ------------- |

| Bergwertung | Bergwertung | Bergwertung | Bergwertung | Bergwertung |
| Fahrer      | Fahrer      | Land        | Team        | Punkte      |
| ----------- | ----------- | ----------- | ----------- | ----------- |

| Nachwuchswertung | Nachwuchswertung | Nachwuchswertung | Nachwuchswertung | Nachwuchswertung |
| Fahrer           | Fahrer           | Land             | Team             | Zeit             |
| ---------------- | ---------------- | ---------------- | ---------------- | ---------------- |

| Mannschaftswertung | Mannschaftswertung | Mannschaftswertung | Mannschaftswertung |
| Team               | Team               | Land               | Zeit               |
| ------------------ | ------------------ | ------------------ | ------------------ |